# Sungai Rumbai (plaats)
Sungai Rumbai is een bestuurslaag in het regentschap Dharmasraya van de provincie West-Sumatra, Indonesië. Sungai Rumbai telt 3979 inwoners (volkstelling 2010).